# Hypnidae
Famille
Les Hypnidae sont une famille de raies ayant une forme de torpille. Ce sont des raies électriques.
Remarque: cette famille n'est pas reconnue par FishBase qui classe son unique espèce dans la famille des Torpedinidae.

## Liste des genres
Selon World Register of Marine Species (1 août 2015) et ITIS (1 août 2015) :
- genre Hypnos Duméril, 1852
  - espèce Hypnos monopterygius (Shaw, 1795)